# Bénézet d'Avignon
Pour les articles homonymes, voir Bénézet.
Bénézet d'Avignon — plus connu sous le nom de saint Bénézet (ou sancte Benedicte en latin) — est un pâtre français, supposément né en 1165 à Alvillar (village assimilé à Burzet en Ardèche) et mort en 1184 à Avignon.
Il est à l'origine de la construction du célèbre pont d'Avignon, d’une longueur d’environ 900 m lorsqu’il a été achevé, enjambant la totalité du Rhône.
La légende qui entoure Bénézet fait cas de son extrême jeunesse lors de cette entreprise, mais il est probable qu’en réalité il ait été un frère pontife d’âge mûr.

## Biographie légendaire
Selon la légende, en 1177 (c'est-à-dire à l'âge de 12 ans), Bénézet, jeune pâtre du Vivarais, aurait entendu une voix céleste lui enjoignant de « construire un pont sur le Rhône ». Il alla donc à Avignon pour y rencontrer l'évêque qui, d'abord sceptique, accepta sa proposition. Avec un groupe d'amis, Bénézet entreprit la construction du pont d'Avignon (le pont Saint-Bénézet) en 1177 (à l'âge de 12 ans). 

Dans la chronique de Robert d'Auxerre, dont la rédaction a débuté en 1190 (mais fut publiée plus tard), la légende est ainsi relatée à la section consacrée à l'année 1177 : 

« En cette même année, un jeune homme, nommé Benoît, vint à Avignon, se disant envoyé de Dieu, pour construire un pont sur le Rhône. On se moqua de lui, parce qu'il n'avait pas les moyens d'accomplir ce qu'il promettait ; et on ne croyait pas même que la chose fût possible, vu la largeur et la profondeur du fleuve. Mais il insista avec tant de conviction, et la volonté de Dieu se manifesta d'une manière si évidente, que l'ouvrage si difficile fut entrepris avec enthousiasme, et construit avec des frais incroyables. Le saint jeune homme parcourut les diverses provinces, et recueillit, pour son œuvre, d'innombrables aumônes. On raconte qu'il a opéré plusieurs miracles. »

— Robert, chanoine de Saint-Marien d'Auxerre, Chronicon Autissiodorensis
Bénézet, très dévoué aux pauvres qui passaient, prêchait l'Évangile, tout en parcourant la région pour récolter des aumônes. Il serait mort en 1184, à l'âge de 19 ans, avant d'avoir vu l'achèvement du pont. Après sa mort, ses amis s'unirent pour former un ordre religieux : les Frères pontifes, approuvé en 1189 par le pape. Leur vocation était de récolter des fonds pour construire des ouvrages d'art, les entretenir, héberger les maçons, ainsi que les pèlerins et les voyageurs. L'ordre fut supprimé en 1459.

### Sources
Les sources de l'histoire de saint Bénézet se composent de :
- deux chartes originales, de 1180 et 1181 ;
- une charte de 1185, d'après un vidimus de 1332 ;
- la chronique de Robert d'Auxerre, qui date du début du XIIIe siècle ;
- la charte avignonnaise de 1270 qui amplifie le texte de Robert d'Auxerre en y ajoutant des lieux communs hagiographiques et donne des témoignages.

### Controverses
- Le lieu d'origine de Bénézet reste un problème. La charte avignonnaise appelle ce lieu Alvillar. Cette localité a été identifiée avec Le Villard, commune de Burzet (Ardèche). L'hypothèse d'Hermillon, en Maurienne, semble sans fondement, le saint étant certainement venu à Avignon par la rive droite du Rhône.
- L'âge légendaire de Bénézet apparaît douteux aux historiens. Qualifié d’adolescens, tardivement de puer (« enfant » en latin), la légende en fait un jeune berger. Le récit populaire affirme qu'il aurait eu sa révélation à l'âge de 5 ans, et aurait lancé son entreprise à l'âge de 12 ans. Roman d'Amat soulève en 1949 dans son Dictionnaire de biographie française qu'il est « difficile d'admettre qu'au Moyen Âge, dans un pays de droit romain, un enfant ou même un jeune homme ait pu passer des contrats avant sa majorité légale [... et qu'il] ait pu mourir après sept années d'un labeur merveilleux, à la fleur de l'âge, sans que le fait ait été signalé. » Des auteurs suggèrent que le saint était un vieux frère pontife déjà éprouvé[5].

## Onomastique
Renée Lefranc rappelle que « Bénezet est la forme provençale de Benoît ». On peut rencontrer une graphie utilisant un deuxième accent aigu sur le 2e "e" : « Bénézet ».
Le nom de Bénézet, voulant dire « petit Benoît », lui a été donné, soit en raison de son jeune âge, soit pour le différencier de saint Benoît.

## Culte

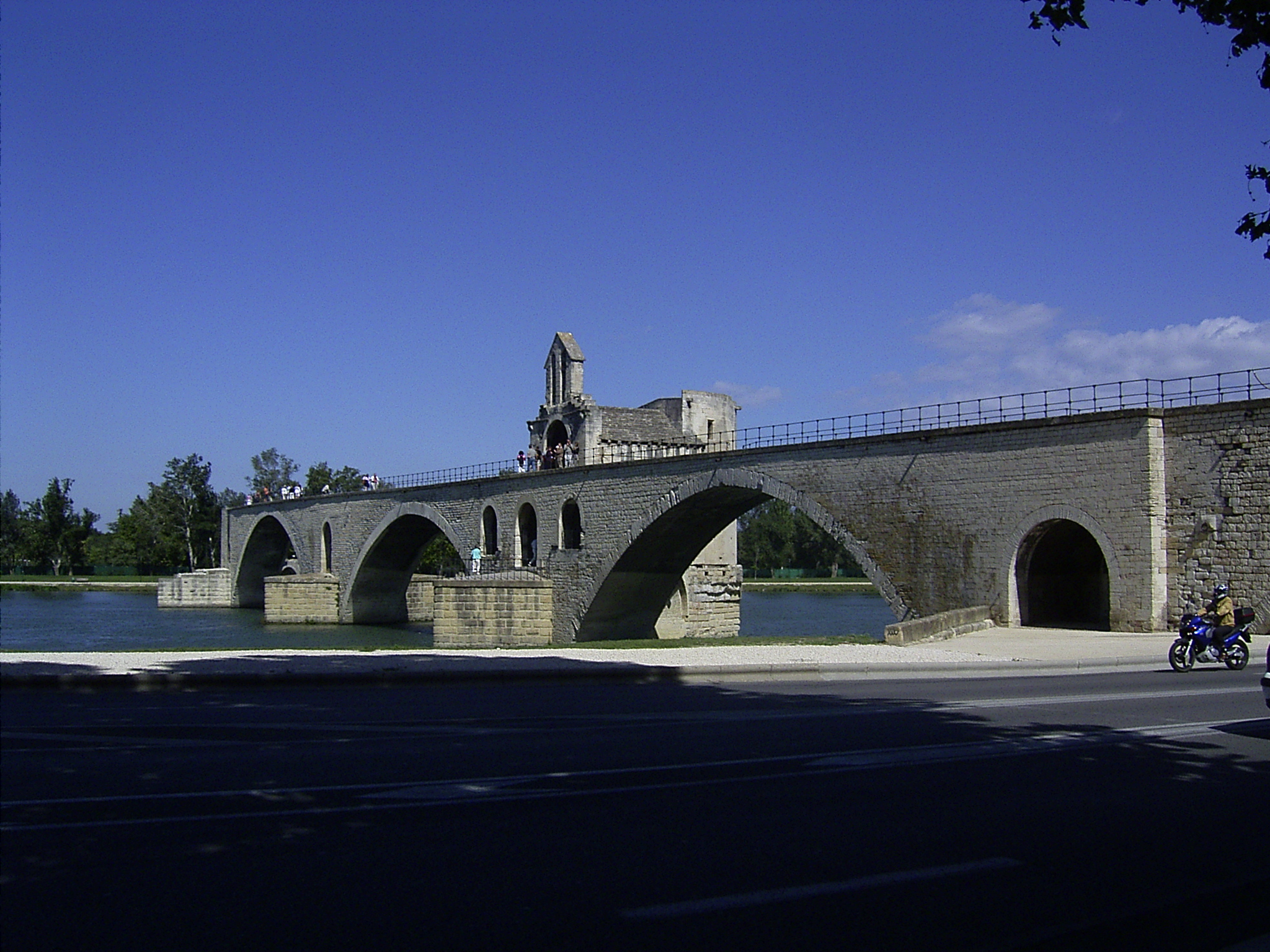
Le pont Saint-Bénézet

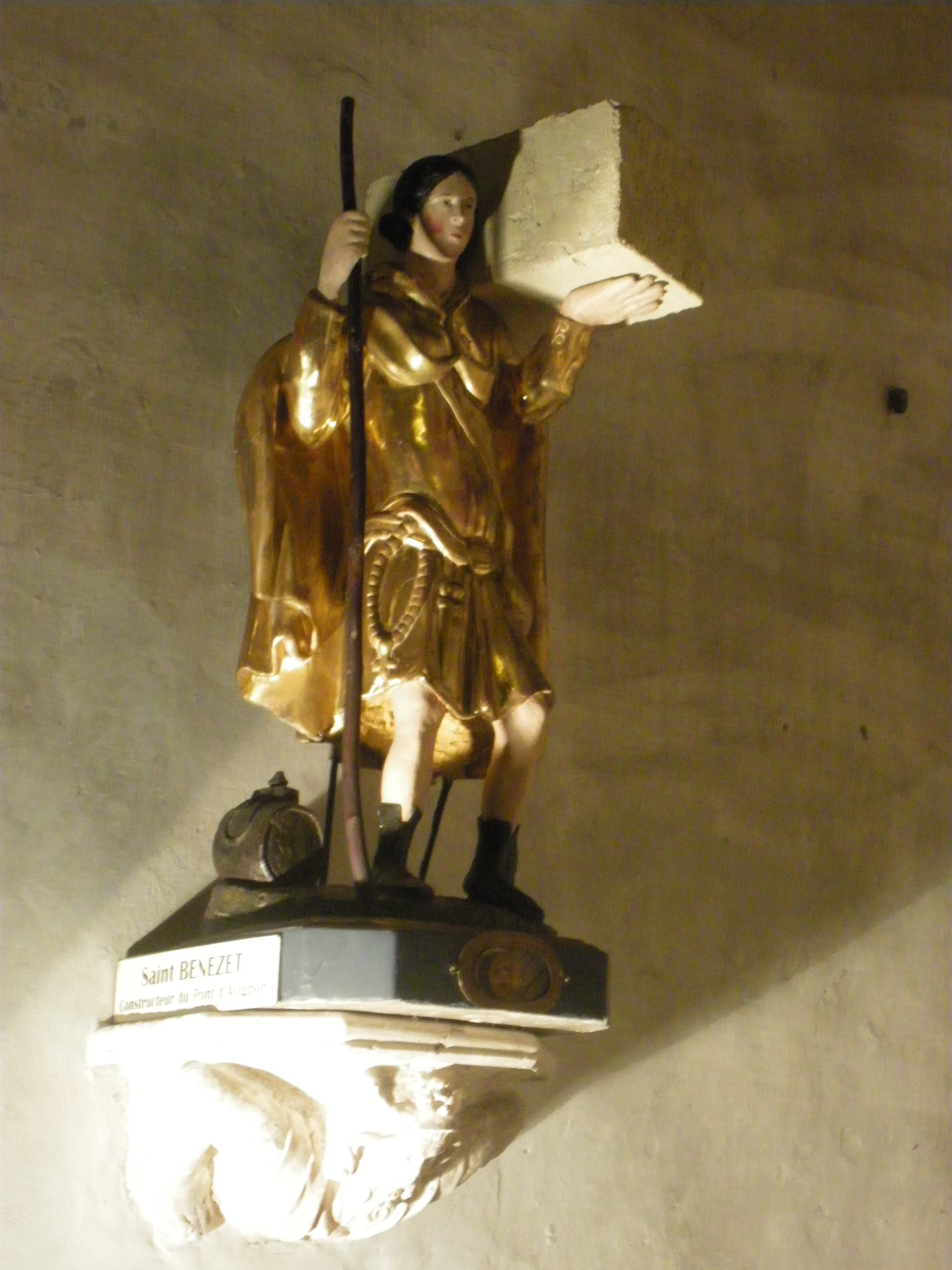
Statue de Bénézet transportant la première pierre du pont d'Avignon

Sa dépouille, déposée dans la chapelle du pont, fut l'objet d'une grande dévotion populaire. En 1331, Jean XXII approuva la vénération des fidèles et fixa sa fête au 14 avril.
Devant la menace des importantes crues du Rhône, son tombeau fut ouvert en 1670, et ses reliques authentifiées par l'Archevêque furent transférées dans le couvent des Célestins. Cachées sous la Révolution dans la collégiale Saint-Didier d'Avignon, puis dispersées sous la Restauration, elles furent à nouveau rassemblées et replacées en grande pompe le 1er janvier 1854, dans la collégiale Saint-Didier d'Avignon, où elles se trouvent toujours, notamment le chef portant encore les sceaux d'authentification de 1670.

### Miracles attribués au saint
La légende, conservée aux Archives départementales de Vaucluse, est suivie d'une déposition de témoins, ce qui laisse penser qu'un procès en canonisation était entamé. Les témoignages ont été recueillis une vingtaine d'années après la mort de Bénézet. Ils confirment que le jeune pâtre posa la première pierre du pont et relatent plusieurs miracles accomplis avant et après sa mort.
Il aurait tout d'abord soulevé et déplacé une pierre « que trente hommes n'auraient pu déplacer », la première du pont.  Nombreux furent ceux qui virent en ce geste l'aide de Dieu et les dons commencèrent à venir. C'est le premier des miracles qu'on lui accorde à son arrivée sur Avignon.
Les autres miracles portaient essentiellement sur les sourds, les aveugles et les handicapés. On peut noter par exemple que G. Chantart affirma, lors du procès-verbal d'information sur les vertus de Bénézet et les miracles qu'il a opérés, que Benézét rendit à un grand nombre de personnes la vue, l'ouïe, la marche, la santé.

### Lieux de culte
- L'église des Célestins a abrité la sépulture du saint en mars 1674. En 1690, l'architecte Jean Péru réaménagea la chapelle du duc d'Orléans qui devint la chapelle Saint-Bénézet. De style baroque, la chapelle fut dévastée à la Révolution française[11]. Le mobilier fut transféré à l'église Saint-Didier et à la cathédrale Notre-Dame des Doms d'Avignon.
- Au hameau du Villard, à Burzet dans l'Ardèche, une chapelle Saint-Bénezet a été construite en 1727 en l'honneur du saint, enfant du pays[12]. Il existe une association burzetine, Les Amis du calvaire et de saint Bénezet, qui organise et promeut le chemin de croix costumé du Vendredi-Saint sur les coteaux de Burzet[13].

### Reliques
Bénézet mourut vers 1184, avant l'achèvement du pont. Face à son importante vénération, l'évêque et les chanoines voulurent l'enterrer dans la cathédrale Notre-Dame des Doms. Mais le saint avait choisi le lieu de sa sépulture : une chapelle prenant place au-dessus d'une pile du pont. Cette chapelle, édifiée sur la deuxième des quatre arches du pont, devint un lieu de pèlerinage et la dépouille du saint fut d'emblée l'objet d'une grande dévotion populaire.
Au XVIIe siècle, l'état du pont se détériore. Devant la menace des importantes crues du Rhône et l'accès dangereux à la chapelle, l'archevêque d'Avignon organisa la translation des reliques. Le 16 mars 1670, le corps fut transporté dans la chapelle de l'hôpital du pont, où il fut exposé dans une caisse vitrée.
Cette translation déclencha un conflit. Les paroisses de Saint-Agricol, de Sainte-Madeleine et les Célestins se disputèrent les reliques. Le roi de France Louis XIV, revendiquant sa souveraineté sur le lit du Rhône, exigea que Bénézet reposât à l'abbaye Saint-André de Villeneuve-lès-Avignon. Le 3 mai 1672, le corps fut replacé dans le tombeau d'origine.
Le couvent des Célestins, fondation royale, récupéra ainsi la sépulture du saint en mars 1674. En 1690, les Célestins demandèrent à l'architecte Jean Péru de réaménager la chapelle du duc d'Orléans pour accueillir la sépulture.
En 1791, durant la Révolution[Laquelle ?], lorsqu'il fut question de transformer le couvent en bibliothèque et en musée, Vincent Meynet, curé constitutionnel de l'église Saint-Didier, choisit de mettre à l'abri les reliques du saint dans son église. Lors de l'ouverture du tombeau, on découvrit le corps de saint Bénézet revêtu d'une aube et d'une dalmatique. L'absence d'une oreille, prélevée en 1670 par un chirurgien, a alors été relevée. Les membres étaient maintenus par des fils de laiton. Lorsque l'église Saint-Didier fut reconvertie en prison, des détenus ouvrirent la châsse de Bénézet et trainèrent son corps dans l'église. Des prisonniers sauvèrent quelques restes de la dépouille qui furent conservés dans leurs familles. Seule la tête demeura dans l'église, dissimulée dans une caisse en bois doré que l'on ne retrouva qu'au XIXe siècle.
Les reliques firent l'objet d'un examen en 1980 par Sylvain Gagnière, conservateur du Palais des papes d'Avignon. Les débris rassemblés présentent le même aspect et appartiennent au même individu. De fine carrure, mais robuste, l'homme décédé entre 25 et 30 ans mesurait 1,65 m.
Actuellement, sont conservés en l'église Saint-Didier d'Avignon : la tête, le pied droit, une vertèbre et des fragments de peau. À la cathédrale Notre-Dame des Doms se trouvent : l'avant-bras droit et une partie de la main, la moitié supérieure de la cuisse droite, une vertèbre, une côte et un doigt.

### Patronages
- En 1596 est érigée la confrérie des portefaix du Rhône ou gagne-deniers, sous le patronage de saint Bénézet[20].
- Saint Bénézet est l'un des saints patrons d'Avignon avec sainte Marthe, saint Agricol, saint Ruf et Pierre de Luxembourg[21].
- Il est le patron des ingénieurs (au sens de techniciens de la construction)[22].

## Réalisations

### Le pont Saint-Bénézet
Le pont Saint-Bénézet, couramment appelé « pont d'Avignon », est un pont construit de 1177 à 1185 sur le Rhône, partant de la ville d'Avignon sur la rive gauche. Sur la deuxième des quatre arches qui restent debout est édifiée la chapelle Saint-Bénézet.

### L'hôpital Saint-Bénézet
À Avignon, le prieuré de Montfavet est réuni à l'hôpital Saint-Bénézet fondé en 1181. Celui-ci est réservé à l'origine aux pauvres voyageurs et passants, ouvert aux enfants écrouelleux à partir de 1679 — année où la léproserie Saint-Lazare le rejoint —, élargi dans les années 1760 aux malades atteints de syphilis, enfin réuni en 1796 à l'hôpital Sainte-Marthe.

## Représentation, iconographie religieuse
Saint Bénézet est généralement représenté comme un jeune homme portant une pierre de taille sur le dos, la houlette de berger sur l'épaule ou à la main, ou encore placé devant un fleuve enjambé par un pont. Pour rappeler qu'il est pâtre, il s'appuie sur un bâton, possède parfois un fifre et est accompagné d'un mouton.
- En 1603, Matheus Greuter réalisa une série de gravures portant sur les scènes de la vie du saint et ses miracles[25].
- Saint Bénezet, la Vierge et deux personnages (1657), hôpital d'Avignon[26].
- Une bannière de la confrérie des portefaix de saint Bénézet datant de 1779, en soie damassée est visible au musée du Vieil Avignon, à l'intérieur du palais des Papes[20].
- Jean Péru sculpta un saint Bénézet agenouillé, église Saint-Didier à Avignon, classés à titre d'objet en le 28 février 1907[27].